# Relaciones Bangladés-Estados Unidos
Las relaciones Bangladés-Estados Unidos son las relaciones diplomáticas entre Estados Unidos y Bangladés. Bangladés tiene una embajada en Washington D. C. y consulados en Ciudad de Nueva York y Los Ángeles. Los Estados Unidos tienen una embajada en Daca, con centros de información en Chittagong, Jessore, Rajshahi y Sylhet. La Embajada de los Estados Unidos en Bangladés también opera la Biblioteca Americana Archer K Blood y el Centro Edward M Kennedy en Daca. Ambos países son miembros de las Naciones Unidas.
En 2014, el 76% de Bangladés expresó una opinión favorable de los Estados Unidos, una de las calificaciones más altas para los países encuestados en Asia del Sur.

## Historia

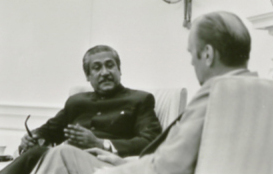
Sheikh Mujibur Rahman con Gerald Ford en el Despacho Oval en 1974.

Los contactos entre Bengal y los Estados Unidos fueron limitados durante  dominio británico en el subcontinente indio. En la década de 1860, se estableció una agencia consular para Chittagong por el Consulado General estadounidense en Fort William. En Segunda Guerra Mundial, importantes fuerzas navales, aéreas y militares estadounidenses estaban estacionadas en Bengala Oriental como parte de Campaña de Birmania.
Los Estados Unidos establecieron un consulado general en Daca el 29 de agosto de 1949, siguiendo la partición de la India y al este de Bengala convirtiéndose en el ala este del Dominio de Pakistán. Maestros, arquitectos y trabajadores humanitarios estadounidenses frecuentaban la capital de [Pakistán Oriental] en la década de los sesenta.

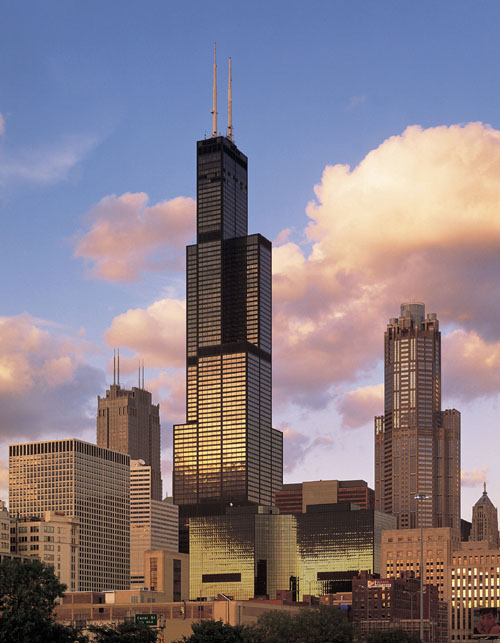
La Torre Sears fue diseñada por el arquitecto bangladesí Fazlur Rahman Khan

Durante la Guerra de Liberación de Bangladés en 1971, los ciudadanos estadounidenses encabezados por el Cónsul General en Daca, Archer K Blood, enviaron una serie de telegramas que detallan las atrocidades cometidas por los militares pakistaníes contra civiles, estudiantes e intelectuales bengalíes. Disintieron con la política de administración de Nixon de ignorar genocidio de 1971 debido a la estrecha alianza estadounidense con la junta militar paquistaní. Dentro de los Estados Unidos, la opinión pública también se volvió en contra de Nixon por su política sobre Bangladés. Tanto los legisladores demócratas como los republicanos, entre ellos Ted Kennedy, Frank Church y William B. Saxbe, denunciaron a la Casa Blanca de Nixon por su silencio sobre la "opresión sistemática" en el este de Pakistán. Figuras culturales estadounidenses como el poeta Allen Ginsberg (quien escribió "September on Jessore Road") y el cantante Joan Báez promovieron la concienciación sobre la guerra de Bangladés. El Concierto para Bangladés fue organizado en Ciudad de Nueva York por músicos británicos, estadounidenses e indios; y presentó iconos americanos como Bob Dylan. El Congreso de los Estados Unidos impuso un embargo de armas a Pakistán; pero a pesar de eso, la Casa Blanca de Nixon envió envíos secretos de armas a la junta. Cuando la India intervino en diciembre de 1971, la Casa Blanca envió un portaaviones a la Bahía de Bengala. Activistas por la paz bloquearon los envíos de armas en varios puertos del noreste de Estados Unidos. Los diplomáticos bengalíes en la embajada paquistaní en Washington D. C. desertaron y operaron una misión del Gobierno Provisional de Bangladés.

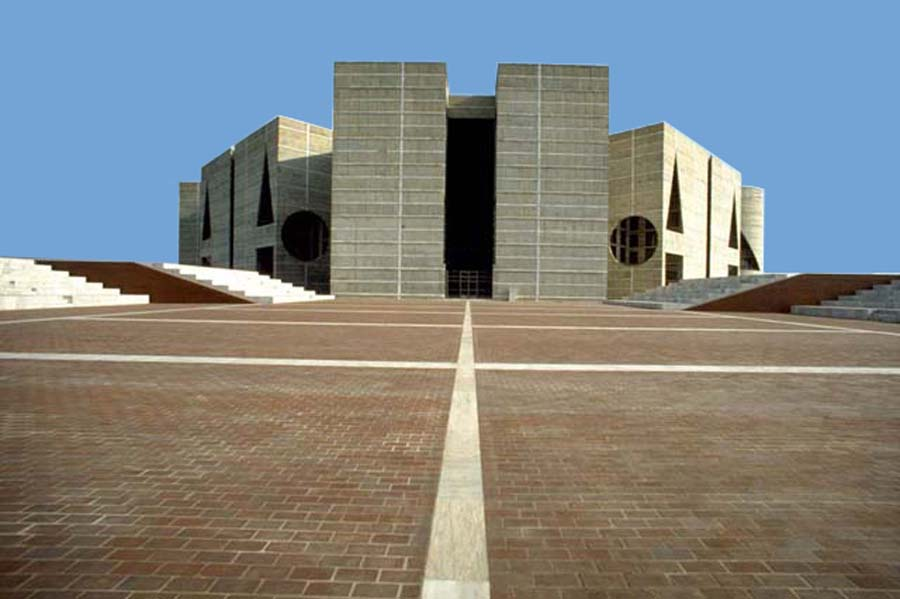
El Jatiyo Sangshad Bhaban fue diseñado por el arquitecto estadounidense Louis Kahn

Después de la liberación de Bangladés en diciembre de 1971 y la retirada de las tropas indias en marzo de 1972, los Estados Unidos reconocieron formalmente al nuevo país independiente el 4 de abril de 1972 y prometieron una ayuda de US $ 300 millones. Herbert D. Spivack era el principal oficial diplomático estadounidense en Daca en ese momento. Cuatro días después, Estados Unidos y Bangladés acordaron establecer relaciones diplomáticas a nivel de embajada. El 18 de mayo de 1972, el consulado general se convirtió oficialmente en embajada. Las relaciones entre Bangladés y el mundo occidental liderado por Estados Unidos mejoraron dramáticamente a fines de la década de 1970, cuando el presidente Ziaur Rahman invirtió las políticas socialistas del primer gobierno posterior a la independencia y restauró el mercado libre. En 1983, el gobernante militar, el teniente general Hussain Muhammad Ershad fue invitado a la Casa Blanca para conversar con el presidente Ronald Reagan. El presidente Reagan elogió a Daca por su papel en la Guerra Fría y declaró que "Estados Unidos desea felicitar a Bangladesh, un miembro del movimiento no alineado, por su enfoque constructivo de los problemas de interés regional y mundial. Por citar solo algunos Ejemplos: Bangladesh manifestó claramente su valentía y determinación en sus respuestas inquebrantables a la agresión en Afganistán y Kampuchea. También tomó la iniciativa de establecer la Organización de Cooperación Regional del Sur de Asia, un organismo diseñado para construir una región más próspera y estable para la gente del Sur. Asia. La política exterior de Bangladesh ha exhibido un activismo, moderación y fuerza de convicción moral que se ha ganado el respeto del mundo".
Los Estados Unidos han sido uno de los principales socios de desarrollo de Bangladés desde la independencia, aportando más de US $ 6 mil millones a través de USAID desde 1972. Ha ayudado a establecer una importante infraestructura en el país, incluida la asistencia de NASA para la Organización de Investigación Espacial y Teledetección (SPARRSO) y un reactor TRIGA de investigación en la Comisión de Energía Atómica de Bangladés.
El Premio Nobel de Bangladés Muhammad Yunus ha sido galardonado con la [Medalla Presidencial de la Libertad] de los EE. UU. y la [Medalla de Oro del Congreso], los más altos honores civiles de los Estados Unidos.

## Relaciones actuales

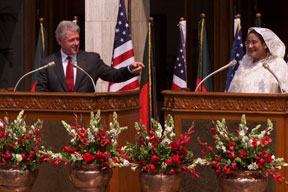
Bill Clinton con Sheikh Hasina en Daca, 2000

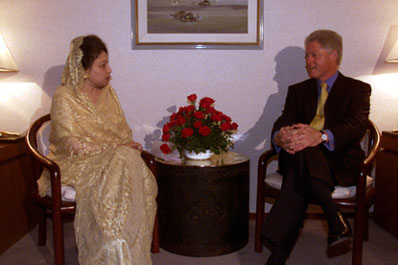
Bill Clinton con Khaleda Zia en Daca, 2000

Bangladés es un aliado estadounidense importante en Asia del Sur. Los dos países tienen una amplia cooperación en asuntos de seguridad regional y global, lucha contra el terrorismo y cambio climático. Bangladés ha sido un participante clave en las principales iniciativas de desarrollo internacional de la administración de Obama, incluida la seguridad alimentaria, la atención médica y el medio ambiente. En 2012, se firmó un acuerdo de diálogo estratégico entre los dos países. La Embajadora de Estados Unidos en Bangladés Marcia Bernicat en 2015 describió las relaciones como "vibrantes, multifacéticas e indispensables".
La política de los Estados Unidos hacia Bangladés enfatiza la estabilidad política, derechos humanos y la democracia. Estados Unidos también ve a Bangladés como un aliado musulmán moderado entre los países islámicos. Aunque las relaciones son tradicionalmente consideradas como excelentes, Estados Unidos a menudo ha criticado duramente a la administración política en Bangladés por la falta de respeto del estado de derecho, suprimiendo la libertad de prensa y abusos de los derechos humanos por parte de las fuerzas de seguridad, en particular El Batallón de Acción Rápida. Tras una elección general boicoteada por el principal partido de la oposición en 2014, los Estados Unidos le dieron una mano fría al gobierno de Bangladés.
Según los diplomáticos estadounidenses, la política de Estados Unidos en Bangladés presenta las "tres Ds", que significa democracia, desarrollo y negación del espacio para el terrorismo.
A partir de 2016, Bangladés es el mayor receptor de asistencia de los Estados Unidos en Asia fuera de Afganistán y Pakistán.

## Comercio e inversión
Los Estados Unidos es el mayor mercado de exportación para Bangladés. Los EE. UU. también es una de las fuentes más grandes de inversión extranjera directa en Bangladés. La mayor inversión estadounidense en el país son las operaciones de  Chevron, que produce el 50% del gas natural de Bangladés. El comercio bilateral en 2014 fue de US $ 6 mil millones. Las principales exportaciones estadounidenses a Bangladés son productos agrícolas (soja, algodón, trigo, productos lácteos), aviones, maquinaria, motores y productos de hierro y acero. Las importaciones estadounidenses de Bangladés incluyen prendas de vestir, calzado y productos textiles; juguetes, juegos y artículos deportivos; camarones y langostinos; y productos agropecuarios.
En junio de 2013, tras el Colapso de un edificio en Savar en 2013 que provocó más de 1,000 muertes, los Estados Unidos suspendieron un acuerdo de comercio preferencial con Bangladés que permitía el acceso libre de impuestos al mercado estadounidense por encima de las normas de seguridad deficientes. El Ministerio de Relaciones Exteriores de Bangladés luego emitió una declaración que decía: "No puede ser más sorprendente para los trabajadores de las fábricas de Bangladesh que la decisión de suspender el Sistema de Preferencias Generalizadas (SGP) se produzca en un momento en que el gobierno de Bangladesh ha tomado medidas concretas y visibles. para mejorar la seguridad de la fábrica y proteger los derechos de los trabajadores".

## Cooperación en defensa

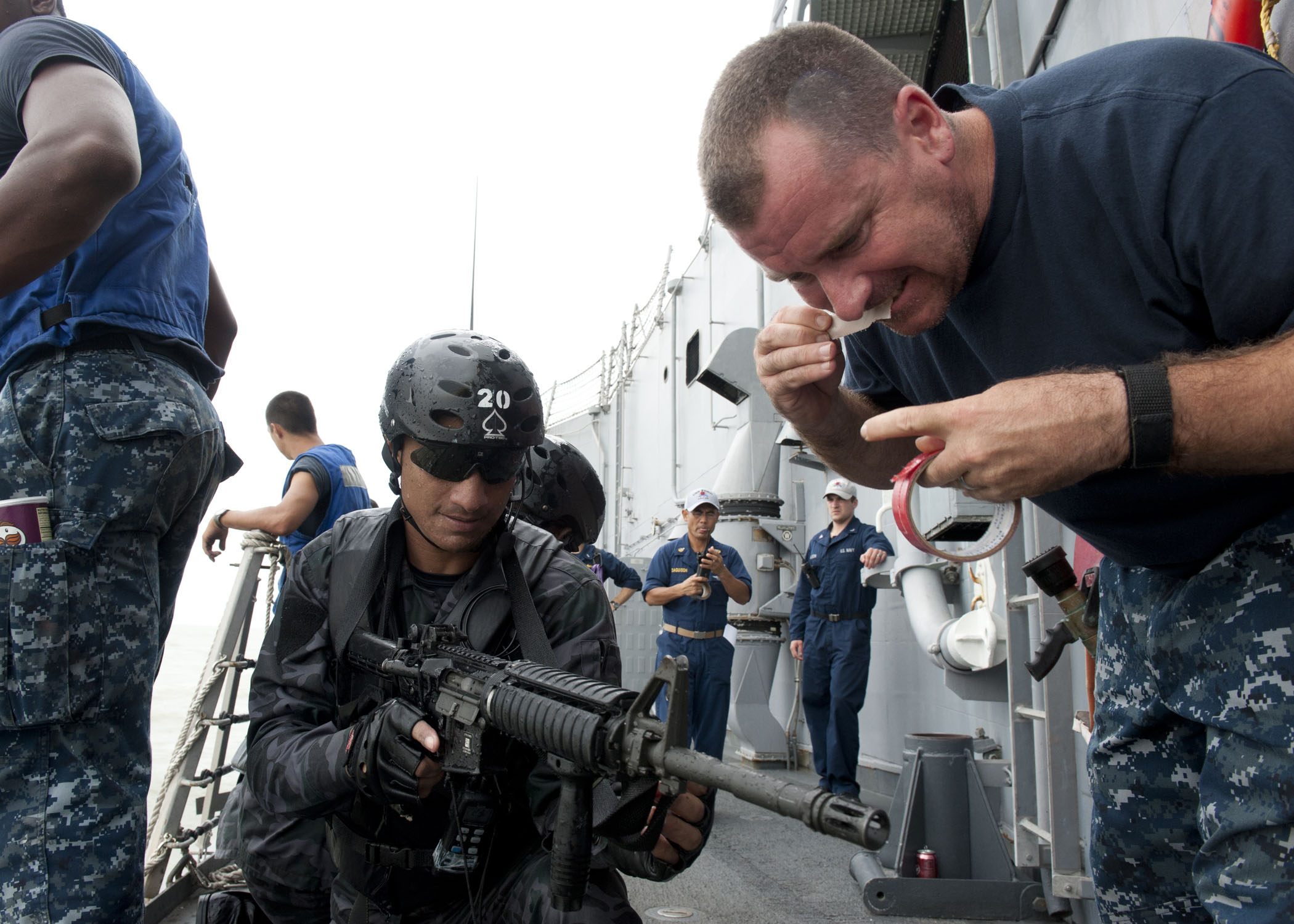
Personal de SWADS con la US Navy en 2011.

Estados Unidos es uno de los principales aliados militares estratégicos de Bangladés. La cooperación de defensa estadounidense es vista como un contrapeso a las potencias regionales, India y China. Los ejercicios conjuntos se llevan a cabo de manera regular, particularmente en Bahía de Bengala. Los Estados Unidos. Comando del Pacífico mantiene compromisos regulares con las Fuerzas Armadas de Bangladés. Los EE. UU. También han ayudado a establecer la unidad marina de élite SWADS en la Marina de Bangladés, que se basa en las fuerzas especiales estadounidenses y surcoreanas.
Bangladés es el mayor contribuyente del mundo al mantenimiento de la paz de la ONU. Estados Unidos ha sido un partidario vital de los compromisos de mantenimiento de la paz de Bangladés.

## Educación y cultura
Hubo 7.496 estudiantes de Bangladés en las universidades de los Estados Unidos en 2018, lo que convirtió a Bangladés en el 24º en el mundo entre los países que envían estudiantes a los EE. UU. La Embajada Americana en Bangladés opera y apoya varios Centros de Consultoría de Educación en Daca, Chittagong, Sylhet & Rajshahi. Además de American Center, la Embajada de los Estados Unidos también apoya el Centro Edward M. Kennedy para el Servicio Público y las Artes y opera la Biblioteca Archer K. Blood en Daca. En el frente cultural, Sisimpur, una versión de Bangladés financiada por USAID de Sesame Street, es el programa infantil más visto en la televisión de Bangladés.

## Gestión de desastres
Los Estados Unidos han ayudado a Bangladés durante las operaciones de socorro de ciclones en 1991 y 2007. La Operación Sea Angel One en 1991 y la Operación Sea Angel Two en 2007 vieron a Infantes de marina estadounidenses unirse a las tropas de Bangladés para brindar alivio a miles de personas en el sur de Bangladés que sufrieron como resultado del Ciclón Bangladés 1991 y Ciclón sidr.

## Diáspora de Bangladés en los Estados Unidos.
La relación entre Estados Unidos y Bangladés se ve fortalecida por la comunidad estadounidense de Bangladés. Fazlur Rahman Khan diseñó la torre más alta de los Estados Unidos en Chicago. Sal Khan es un prominente educador. Hansen Clarke fue el primer congresista estadounidense de origen bangladesí. M. Osman Siddique se desempeñó como Embajador de los Estados Unidos en Fiji.